# Gilbert Keith Chesterton
Gilbert Keith Chesterton (Campden Hill, 29. svibnja 1874. – London, 14. lipnja 1936.) bio je engleski književnik, filozof, novinar, književni i likovni kritičar te kršćanski apologet. Chestertona su nazivali „princem paradoksa” i „apostolom zdravog razuma”. Za paradoks je govorio da je istina okrenuta naglavačke, da bi tako bolje privukla pozornost. Svojim osebujnim načinom pisanja suprotstavljao se materijalizmu, znanstvenom determinizmu, moralnomu relativizmu i agnosticizmu. Poznatim ogledom Eugenika i ina zla napao je tada vrlo popularne i prihvaćene ideje eugenike.
Godine 1935. predložen je za Nobelovu nagradu za književnost, no dodjela se te godine nije održala. Vodio je rasprave s mnogim proslavljenim intelektualcima svoga vremena, Georgeom Bernardom Shawom, H. G. Wellsom, Bertrandom Russellom, Clarenceom Darrowom i inima. Da je uživao poštovanje i ugled među kolegama svjedoči što ga je Shaw nazvao »kolosalnim genijem«.
Pojačano zanimanje za Chestertona pobudio je Jorge Luis Borges, koji ga je često uspoređivao s Edgarom Allanom Poeom. Držao je da je Chesterton bolje pisao od Poea, premda ne i bolje priče; za njega je Poe pisao čisto fantastične priče, dok je Chesterton pisao priče koje su katkad fantastične, ali uvijek s detektivskim raspletom.
Institut za vjeru i kulturu Sveučilišta Seton Hall u New Jerseyu nosi njegovo ime te izdaje znanstveni časopis The Chesterton Review.

## Životopis
Chesterton je rođen u Campden Hillu, Kensington, London, kao sin Marie Louise (Grosjean) i Edwarda Chestertona. U dobi od jednog mjeseca bio je kršten u Crkvi Engleske. Chesterton se prema vlastitim priznanjima kao mladić zainteresirao za okultno, a sa svojim bratom Cecilom eksperimentirao je sa zvanjem duhova. Chesterton se obrazovao u Školi "St. Paul". Pohađao je umjetničku školu kako bi postao ilustratorom, a pohađao je i satove književnosti na Londonskom sveučilišnom kolegiju, no nije završio nijedan fakultet. Chesterton se oženio za Frances Blogg 1901., i s njom ostao do kraja svojeg života. Sazrijevanjem Chesterton postaje sve više utvrđen u svojim kršćanskim uvjerenjima, kulminirajući preobraćanjem na katoličanstvo 1922. godine. Godine 1896. počeo je raditi za londonske izdavače "Redwaya", i "T. Fisher Unwina", gdje je ostao sve do 1902. Tijekom ovog razdoblja započeo je i svoja prva honorarna djela kao novinar i književni kritičar. "Daily News" dodijelio mu je tjednu kolumnu 1902., zatim 1905. dobiva tjednu kolumnu u "The Illustrated London News", koju će pisati sljedećih trideset godina. Chesterton je pokazao i veliko zanimanje i dar za umjetnost.
Chesterton je obožavao debate i često se u njih upuštao s prijateljima kao što su George Bernard Shaw, Herbert George Wells, Bertrand Russell i Clarence Darrow. Prema njegovoj autobiografiji, on i Shaw igrali su kauboje u nijemom filmu koji nikada nije izdan. 
Godine 1931., BBC je pozvao Chestertona na niz radijskih razgovora. Od 1932. do svoje smrti, Chesterton je isporučio više od 40 razgovora godišnje. Bilo mu je dopušteno, a i bio je potican, da improvizira kod svojih obraćanja.

### Vizualna duhovitost
Chesterton je bio velik čovjek, visok 1,93 m i težak 134 kg. Iz njegovog obujma izrodila se poznata anegdota. Tijekom Prvoga svjetskog rata, neka londonska dama ga je upitala zašto nije na bojištu (eng. 'out at the front' na bojištu ili vani s prednje strane); odgovorio joj je "Ako prođete sa strane, vidjet ćete da jesam". Drugom je prilikom prigovorio svom prijatelju, Georgeu Bernardu Shawu, "Gledajući tebe, svatko bi pomislio da Engleskom vlada glad". Shaw mu je odgovorio, "Gledajući tebe, svatko bi pomislio da si ju ti prouzrokovao". Obično je nosio ogrtač i zgužvan šešir, sa štapom u ruci i cigarom u ustima. U nekoliko je navrata slao brzojave supruzi s neke daleke (i pogrešne) lokacije, primjerice "Ja sam u Market Harboroughu. Gdje sam ono trebao biti?", na što bi mu ona odgovorila "Kod kuće".

### Smrt
Preminuo je 14. lipnja, 1936. kod kuće u Beaconsfieldu, Buckinghamshire od zatajenja srca. Njegove posljednje riječi bile su pozdravi upućeni svojoj ženi. Govor na misi zadušnici u Westminsterskoj katedrali održao je Ronald Knox. Chesterton je pokopan na katoličkom groblju u Beaconsfieldu. Vrijednost njegove ostavštine utvrđena je na 28 389 funti. 
Pred kraj života, papa Pio XI. odlikovao ga je ordenom sv. Grgura Velikog. 

## Beatifikacija
Chestertonsko društvo promicalo je pokretanje njegova beatifikacijskog postupka. Još je papa Franjo kao nadbiskup buenosaireski dao blagoslov na molitvu za njegovo proglašenje blaženim. Papa Pio XI. nazvao ga je fidei defensor (branitelj vjere); Ivan Pavao I. mu je kao nadbiskup venecijanski postumno napisao pismo, a Benedikt XVI. je još kao Joseph Ratzinger na više mjesta citirao Chestertona. Vijest o pokretanju njegova postupka za beatifikaciju naišla je na odobravanje u katoličkim krugovima, osobito intelektualnim.

## Pogledi i suvremenici
Korijeni Chestertonovog pristupa smatraju se već postojećim u dvije linije engleske književnosti, jedna od njih Dickensova. Zbog korištenja paradoksa namjesto spokojnog prihvaćanja postojećeg stanja, često ga svrstavaju s Oscarom Wiledom i Gerogeom Bernardom Shawom, koje je dobro poznavao, u grupu viktorijanskih satiričara i društvenih komentatora Butlerove tradicije. 
Chestertonov stil i razmišljanja su međutim sasvim individualni, a njegovi zaključci dijametralno oprečni njegovim prethodnicima i suvremenicima. U svojoj knjizi Heretici (en. Heretics), Chesterton je o Wildeu pisao ovako:
Poznato je prijateljstvo Chestertona i Georgea Bernarda Shawa. Uživali su u zajedničkim argumentima i diskusijama. Iako su se rijetko slagali, održavali su dobru volju i međusobno poštovanje. No u svom je pisanju Chesterton jasno obrazložio u čemu su se razlikovali i zašto. U djelu Heretici o Shawu piše:
Shaw je predstavljao novi princip humanizma, koji se uzdizao u to vrijeme. S druge strane, Chestertonovi su stavovi postajali sve više polarizirani u odnosu na crkvu. U ortodoksiji piše:
Ovaj stil argumentacije Chesterton zove korištenje Nezdravog ili Neobičnog razuma (en. 'Uncommon Sense') – tj. mislioci i popularni filozofi tog vremena, smatrani izuzetno pametnim, govorili su stvari koje su se njemu činile besmislenim. To je ponovo ilustrirano u Ortodoksiji:
Ili, opet iz Ortodoksije:

## Djela
Chesterton je napisao oko 80 knjiga, nekoliko stotina pjesama, 200-tinjak kratkih priča, 4000 eseja, i nekoliko scenarija. Bio je književni i društveni kritičar, povjesničar, scenarist, teolog i branilac katoličke crkve, debatirao je i pisao misterije. Bio je kolumnist za Daily News, za Illustrated London News, i za vlastitu tiskovinu, G. K.'s Weekly; pisao je i članke za Enciklopediju Britannicu. Njegov najpoznatiji lik je detektiv-svećenik Otac Brown (en. Father Brown), koji se pojavljivao samo u kratkim pričama, dok je njegov neosporivo najpoznatiji roman Čovjek koji je bio četvrtak (en. "The Man Who Was Thursday"). Uvjereni kršćanin bio je puno ranije nego je primljen u katoličanstvo, a kršćanske se teme i simboli pojavljuju kroz mnoga njegova djela. U Sjedinjenim se Američkim Državama njegovo pisanje distribuiralo i populariziralo kroz "The American Review", izdavača Seward Collins iz New Yorka. 
Većina njegove poezije malo je poznata, iako se u njoj dobro odražavaju njegova uvjerenja i mišljenja. Vjerojatno najbolje napisan je "Lepanto", dok je "The Rolling English Road" najpoznatija, a "Tajni ljudi" (en. "The Secret People") se najviše citira ("mi smo engleski narod; i zborili još nismo" en. "we are the English people; and we have not spoken yet"). Još jedna odlična pjesma je "Balada samoubojstva" (en. "A Ballad of Suicide").
Njegov "Charles Dickens" (1903.) primio je neke od najširih pohvala. Ian Ker piše ("The Catholic Revival in English Literature, 1845. – 1961.", 2003.) "U Chestertonovim očima Dickens pripada "Veseloj" a ne puritanskoj Engleskoj" (v. Merry England). U četvrtom poglavlju svoje knjige, Ker piše kako Chestertonova misao proizlazi prvenstveno iz njegovog iskrenog poštovanja Dickensa, ponešto komercijaliziran stav u očima drugih književnih mislilaca tog vremena. 
Mnogo Chestertonovih djela se i dalje tiska, uključujući zbirke detektivskih priča Otac Brown. 
Ozbiljno komentirajući svijet, vladu, politiku, ekonomiju, filozofiju, teologiju i mnoge druge teme, koristio se paradoksom. Kada je "The Times" pozvao nekoliko eminentnih autora da napišu esej na temu "Što je naopako u svijetu?" (en. "What is Wrong with the World?"), Chesterton je odgovorio pismom:
Draga Gospodo,
Ja sam.
S poštovanjem,
G. K. Chesterton

### 1900. – 1909.
- Greybeards at Play (1900.), pjesme
- The Wild Knight and Other Poems (1900.), pjesme
- The Defendant (1901.)
- Thomas Carlyle (1902.) s J. E. H. Williamsom
- Twelve Types (1902.)
- Charles Dickens (1903.)
- Robert Browning (1903.)
- Tennyson (1903.) with R. Garnett
- Thackeray (1903.) with L. Melville
- Lav Tolstoj (1903.) with G. H. Perris and Edward Garnett
- Varied Types (1903.)
- The Napoleon of Notting Hill (1904.) novela
- G.F. Watts (1904.)
- The Club of Queer Trades (1905.) pripovijetke
- Heretics (1905.)
- Čovjek koji je bio četvrtak – noćna mora (1907.) novela
- Pravovjerje (Orthodoxy) (1908.)
- All Things Considered (1908.)
- George Bernard Shaw (1909.)
- Tremendous Trifles (1909.)
- The Ball and the Cross (1909.) novela

### 1910. – 1919.
- Five Types (1910) essays, selected from Twelve Types
- William Blake (1910)
- Alarms and Discursions (1910)
- What's Wrong With the World (1910)
- Appreciations and Criticisms of the Works of Charles Dickens (1911)
- The Ballad Of The White Horse (1911) poetry
- Wit and Wisdom of G. K. Chesterton (1911)
- The Innocence Of Father Brown (1911) stories
- Manalive (1912) novel
- A Miscellany Of Men (1912)
- Simplicity and Tolstoy (1912)
- Magic (1913) play
- The Victorian Age in Literature (1913)
- The Flying Inn (1914) novel
- The Wisdom Of Father Brown (1914) stories
- Trial of John Jasper, Lay Precentor of Cloisterham Cathedral in the County of Kent, for the Murder of Edwin Drood (1914)
- London (1914)
- The Barbarism of Berlin (1914)
- Poems (1915)
- Wine, Water And Song (1915) poetry
- The Appetite of Tyranny (1915)
- The Crimes of England (1915)
- Divorce vs. Democracy (1916)
- The Book of Job (1916)
- A Shilling for My Thoughts (1916)
- Temperance and The Great Alliance (1916) pamphlet
- Utopia Of Usurers (1917)
- Lord Kitchener (1917)
- A Short History of England (1917)
- How to Help Annexation (1918)
- Irish Impressions (1919)

### 1920. – 1929.
- The Superstition of Divorce (1920.)
- The Uses of Diversity (1920.)
- The New Jerusalem (1920.)
- The Ballad of St. Barbara and Other Poems (1922.), pjesme
- Čovjek koji je previše znao (1922.), priče
- Eugenics and other Evils (1922.)
- What I Saw in America (1922.)
- St. Francis of Assisi (1923.)
- Poems (1923.)
- Fancies Versus Fads (1923.) eseji
- The End of the Roman Road (1924.)
- Tales Of The Long Bow (1925.), priče
- The Superstitions of the Sceptic (1925.)
- Vječni čovjek (The Everlasting Man.) (1925.)
- William Cobbett (1925.)
- The Queen of Seven Swords (1926.), pjesme
- The Outline of Sanity (1926.)
- The Incredulity Of Father Brown (1926.), priče
- The Catholic Church and Conversion (1926.)
- Collected Works (1926.) nine volumes
- Collected Poems (1926.)
- Robert Louis Stevenson (1927.)
- The Secret Of Father Brown (1927.), priče
- The Return of Don Quixote (1927.), novela
- The Judgment of Dr. Johnson (1927.) igrokaz
- The Collected Poems of G.K. Chesterton (1927.)
- Gloria in Profundis (1927.), pjesme
- Culture and the Coming Peril (1927.)
- Social Reform vs. Birth Control (1927.)
- Generally Speaking (1928.)
- Do We Agree? (1928.) debata s G. B. Shawom
- The Sword of Wood (1928.), priče
- The Thing: Why I am a Catholic (1929.)
- G.K.C. as M.C (1929.) zbirka uvodnika, ur. J. P. de Fonseka.
- Father Brown Omnibus (1929.) collected, priče
- The Poet and the Lunatics (1929.), priče
- Ubi Ecclesia (1929.), pjesme
- Christmas Poems (1929.)
- New and Collected Poems (1929.)

### 1930. – 1936.
- Four Faultless Felons (1930) stories, separately in US as The Ecstatic Thief; The Honest Quack; The Loyal Traitor; The Moderate Murderer
- The Turkey and the Turk (1930) play for mummers
- The Grave of Arthur (1930)
- Come to Think of It (1930)
- The Resurrection of Rome (1930)
- All is Grist (1931)
- The Floating Admiral (1931) collaborative detective story
- Chaucer (1932)
- New Poems (1932)
- Christendom in Dublin (1932)
- Sidelights of New London and Newer York (1932)
- All I Survey (1933)
- St. Thomas Aquinas: The Dumb Ox (1933)
- Avowals and Denials (1934)
- GK's: A Miscellany of the First 500 Issues OF G.K.'S Weekly (1934)
- The Well and the Shallows (1935)
- The Way of the Cross (1935)
- The Scandal Of Father Brown (1935) stories
- Stories, Essays And Poems (1935)
- Autobrigrafija (1936)
- As I Was Saying (1936)

### Posmrtno
- The Paradoxes of Mr. Pond (1937)
- The Man Who Was Chesterton (1937) anthology
- The Coloured Lands (1938)
- The End of the Armistice (1940) edited by Frank Sheed
- The Pocket Book of Father Brown (1943) and many other reprint collections, including The Second Father Brown (1959), Ten Adventures of Father Brown (1961), The Penguin Complete Father Brown (1981), The Father Brown Omnibus (1983), The Best of Father Brown (1987), The Annotated Innocence Of Father Brown (1989), Father Brown Crime Stories(1990), Father Brown of the Church of Rome (1996)
- The Common Man (1950)
- The Surprise (1952) play
- A Handful of Authors (1953)
- Collected Poems (1954)
- The Glass Walking-Stick (1955) edited by Dorothy Collins
- Lunacy and Letters (1958) edited by Dorothy Collins
- Where All Roads Lead (1961)
- The Spice of Life (1965) edited by Dorothy Collins
- G. K. Chesterton. A selection from his non-fictional prose (Faber & Faber 1970) edited by W. H. Auden
- Chesterton on Shakespeare (1972) edited by Dorothy Collins
- The Apostle and the Wild Ducks (1975) edited by Dorothy Collins
- The Hound of Heaven and Other Poems (1978)
- The Spirit of Christmas (1984) edited by Marie Smith
- Basic Chesterton (1984)
- The Bodley Head G.K. Chesterton (1985) edited by P.J. Kavanagh
- Daylight and Nightmare (1986) uncollected short fiction, edited by Marie Smith
- GK's Weekly: A Sampler (1986)
- The Collected Works of G. K. Chesterton (1986) begun by Ignatius Press
- Illustrated London News, 1905-1907 (1986)
- Illustrated London News, 1908-1910 (1987)
- Illustrated London News, 1911-1913 (1988)
- Illustrated London News, 1914-1916 (1988)
- Illustrated London News, 1917-1919 (1989)
- Illustrated London News, 1920-1922 (1989)
- Thirteen Detectives (1989) edited Marie Smith
- Collected Works of G.K. Chesterton: Plays (1989)
- Seven Suspects (1990) edited by Marie Smith
- Brave New Family (1990) edited by Alvaro de Silva
- Illustrated London News, 1923-1925 (1990)
- Illustrated London News, 1926-1928 (1991)
- Illustrated London News, 1929-1931 (1991)
- The Mask of Midas (1991)
- Collected Works of G. K. Chesterton: Collected Poetry: Part 1 (1994)
- Platitudes Undone (1997) annotations to a book by Holbrook Jackson
- Eugenics and Other Evils (2000)
- On Lying in Bed and Other Essays (2000)
- Criticisms and Appreciations of the works of Charles Dickens (2001)
- The G.K. Chesterton Papers: Additional Manuscripts (2001)
- Chesterton Day by Day: The Wit and Wisdom of G. K. Chesterton (2002)
- Essential Writings (2003)
- G. K. Chesterton's Early Poetry: Greybeards at Play, The White Knight and Other Poems, The Ballad of the White Horse (2004)

## Vanjske poveznice
Sestrinski projekti
|  | Zajednički poslužitelj ima još gradiva o temi Gilbert Keith Chesterton |
|  | Wikizvor ima izvorni tekst Autor:Gilbert Keith Chesterton              |
|  | Wikicitati imaju zbirke citata o temi Gilbert Keith Chesterton         |

Mrežna mjesta
- chesterton.org
- Životopis na ccel.org
- Dadić, Ivan, 2019: GILBERT KEITH CHESTERTON Obnova 12 (1), 120-140.